# 그루지야 소비에트 사회주의 공화국
그루지야 소비에트 사회주의 공화국(조지아어: საქართველოს საბჭოთა სოციალისტური რესპუბლიკა 사카르트벨로스 사브초타 소치알리스투리 레스푸블리카, 러시아어: Грузинская Советская Социалистическая Республика 그루진스카야 소베츠카야 소치알리스티체스카야 레스푸블리카*)은 1936년부터 1991년까지 존재한 소련의 옛 공화국이다. 조지아의 전신으로 수도는 트빌리시이다.

## 당 서기장
- 1938-1941 필리프 마하라제
- 1941-1946 기오르기 스투루아
- 1946-1952 V. 고구아

## 역사
1921년 2월 25일에서 1922년 3월 12일까지 "소비에트 사회주의 공화국"으로 가입했다. 1936년 12월 5일까지는 아르메니아 소비에트 사회주의 공화국, 아제르바이잔 소비에트 사회주의 공화국과 함께 자카프카스 소비에트 연방 사회주의 공화국을 이루었다.

## 문화
현재의 조지아와 같거나 비슷한 문화를 갖고 있지만, 종교 생활 면에서 다르다. 이전에는 비교적 자유로운 종교 생활을 할 수 있으나, 그루지야 소비에트 사회주의 공화국은 종교행위가 보다 억압받았다.

## 갤러리

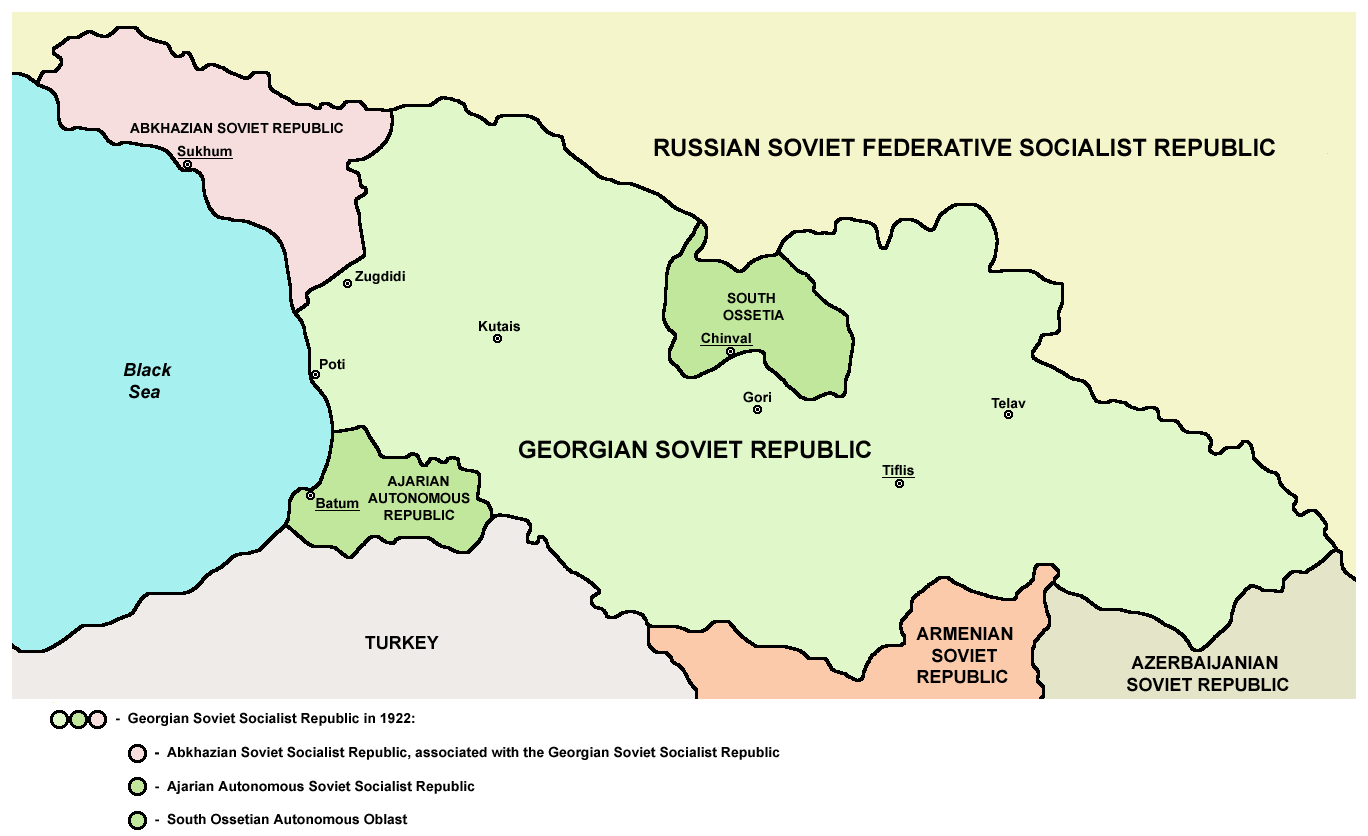
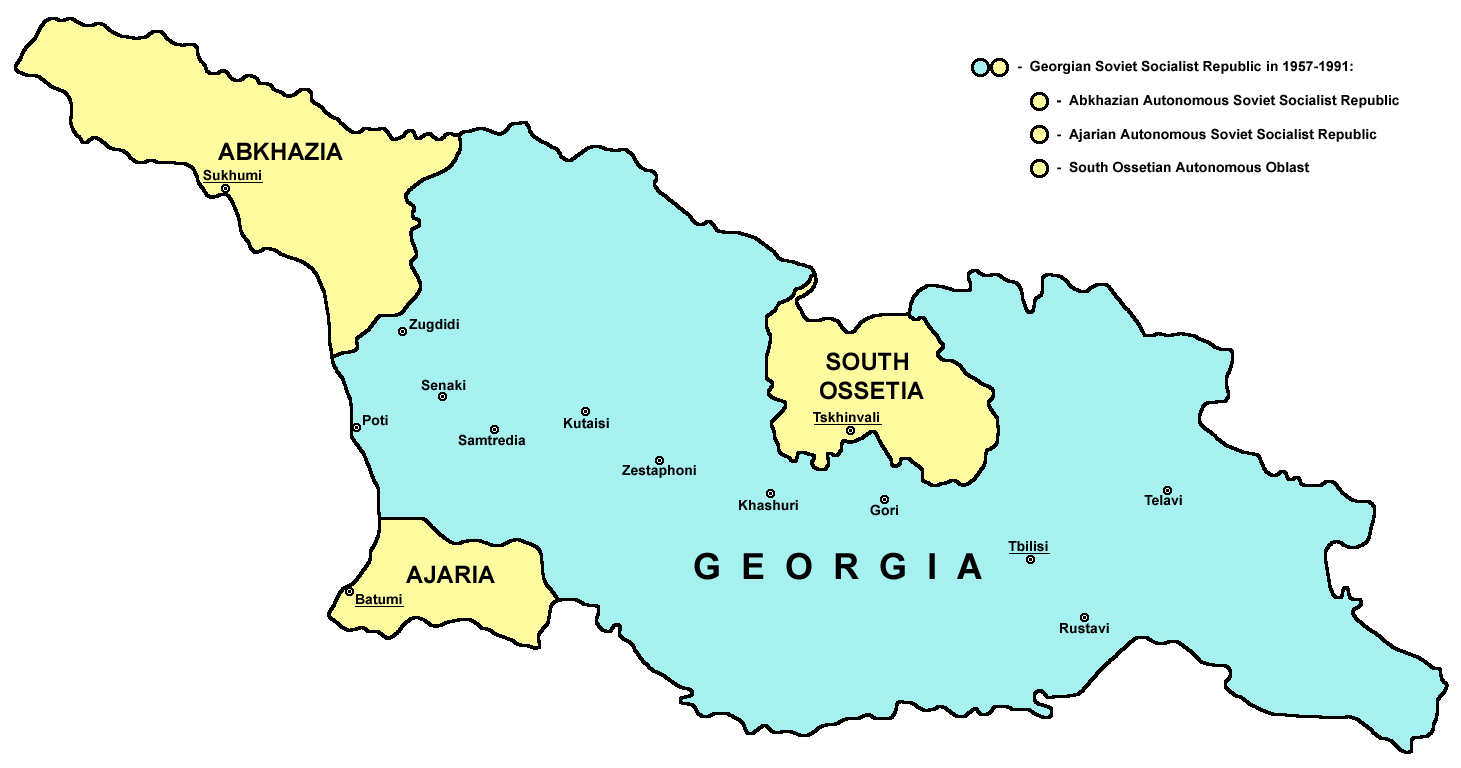